# Otterbach (Nadrenia-Palatynat)
Otterbach – miejscowość i gmina w Niemczech, w kraju związkowym Nadrenia-Palatynat, w powiecie Kaiserslautern, wchodzi w skład gminy związkowej Otterbach-Otterberg. Do 30 czerwca 2014 siedziba gminy związkowej Otterbach.

## Współpraca
Miejscowość partnerska:
- Mihla, Turyngia